# Velika nagrada Masaryka 1931
Velika nagrada Masaryka 1931 je bila triindvajseta neprvenstvena dirka v sezoni Velikih nagrad 1931. Odvijala se je 27. septembra 1931 na dirkališču Masaryk v Brnu. Na isti dan je potekala tudi dirka za Veliko nagrado Brignolesa.

## Rezultati

### Kvalifikacije
| Poz | Št | Dirkač                      | Moštvo                     | Konstruktor        | Čas       | Zaostanek |
| --- | -- | --------------------------- | -------------------------- | ------------------ | --------- | --------- |
| 1   | 16 | Luigi Fagioli               | Officine Alfieri Maserati  | Maserati 26M       | 15:14,4   | -         |
| 2   | 4  | Baconin Borzacchini         | Scuderia Ferrari           | Alfa Romeo Monza   | 15:17,3   | + 2,9 s   |
| 3   | 36 | Achille Varzi               | Automobiles Ettore Bugatti | Bugatti T51        | 15:24,2   | + 9,8 s   |
| 4   | 2  | Tazio Nuvolari              | Scuderia Ferrari           | Alfa Romeo Monza   | 15:25,0   | + 10,6 s  |
| 5   | 20 | Rudolf Caracciola           | Daimler-Benz AG            | Mercedes-Benz SSKL | 15:26,8   | + 12,3 s  |
| 6   | 28 | Louis Chiron                | Automobiles Ettore Bugatti | Bugatti T51        | 15:30,6   | + 16,2 s  |
| 7   | 24 | Marcel Lehoux               | Automobiles Ettore Bugatti | Bugatti T51        | 15:32,5   | + 18,1 s  |
| 8   | 10 | Heinrich-Joachim von Morgen | German Bugatti Team        | Bugatti T35B       | 15:59,3   | + 44,9 s  |
| 9   | 8  | Georg-Christian Lobkowicz   | Privatnik                  | Bugatti T51        | 16:11,8   | + 57,4 s  |
| 10  | 18 | Ernesto Maserati            | Officine Alfieri Maserati  | Maserati 26M       | 16:22,1   | + 1:07,7  |
| 11  | 34 | Hans Stuck                  | Daimler-Benz AG            | Mercedes-Benz SSKL | brez časa | -         |
| 12  | 12 | Hermann zu Leiningen        | German Bugatti Team        | Bugatti T35C       | brez časa | -         |
| 13  | 44 | Tivador Zichy               | Privatnik                  | Bugatti T35C       | brez časa | -         |
| 14  | 38 | Josef Štasný                | Privatnik                  | Bugatti T35        | brez časa | -         |
| 15  | 40 | Jan Kubiček                 | Privatnik                  | Bugatti T35B       | brez časa | -         |

### Dirka
| Poz | Št | Dirkač                             | Moštvo                     | Dirkalnik          | Krogi | Čas/Odstop    | Št. m. |
| --- | -- | ---------------------------------- | -------------------------- | ------------------ | ----- | ------------- | ------ |
| 1   | 28 | Louis Chiron                       | Automobiles Ettore Bugatti | Bugatti T51        | 17    | 4:12:07,5     | 6      |
| 2   | 34 | Hans Stuck                         | Daimler-Benz AG            | Mercedes-Benz SSKL | 17    | + 14:02,9     | 11     |
| 3   | 10 | Heinrich-Joachim von Morgen        | German Bugatti Team        | Bugatti T35B       | 17    | + 17:53,5     | 8      |
| 4   | 8  | Georg-Christian Lobkowicz          | Privatnik                  | Bugatti T51        | 17    | + 21:43,0     | 9      |
| 5   | 12 | Hermann zu Leiningen               | German Bugatti Team        | Bugatti T35C       | 17    | + 47:59,0     | 12     |
| 6   | 44 | Tivador Zichy                      | Privatnik                  | Bugatti T35C       | 17    | + 53:36,1     | 13     |
| 7   | 40 | Jan Kubiček                        | Privatnik                  | Bugatti T35B       | 17    | + 1:02:08,0   | 15     |
| Ods | 18 | Ernesto Maserati Luigi Fagioli     | Officine Alfieri Maserati  | Maserati 26M       | 15    | Zadnje vpetje | 10     |
| Ods | 4  | Baconin Borzacchini Tazio Nuvolari | Scuderia Ferrari           | Alfa Romeo Monza   | 11    | Motor         | 2      |
| Ods | 20 | Rudolf Caracciola                  | Daimler-Benz AG            | Mercedes-Benz SSKL | 10    | Trčenje       | 5      |
| Ods | 24 | Marcel Lehoux                      | Automobiles Ettore Bugatti | Bugatti T51        | 7     | Trčenje       | 7      |
| Ods | 38 | Josef Štasný                       | Privatnik                  | Bugatti T35        | 5     | Vzmetenje     | 14     |
| Ods | 36 | Achille Varzi                      | Automobiles Ettore Bugatti | Bugatti T51        | 4     | Trčenje       | 3      |
| Ods | 16 | Luigi Fagioli                      | Officine Alfieri Maserati  | Maserati 26M       | 1     | Trčenje       | 1      |
| Ods | 2  | Tazio Nuvolari                     | Scuderia Ferrari           | Alfa Romeo Monza   | 1     | Trčenje       | 4      |
| Ods | 6  | Eugenio Siena                      | Scuderia Ferrari           | Alfa Romeo Monza   |       |               |        |
| DNA | 14 | Ernst Burggaller                   | German Bugatti Team        | Bugatti T35B       |       |               |        |
| DNA | 22 | Manfred von Brauchitsch            | Daimler-Benz AG            | Mercedes-Benz SSKL |       |               |        |